# Rossijskij futbolnyj sojuz
Rossijskij futbolnyj sojuz (ros. Российский футбольный союз, RFS) – ogólnokrajowy związek sportowy działający na terenie Federacji Rosyjskiej, będący jedynym prawnym reprezentantem rosyjskiej piłki nożnej, zarówno mężczyzn, jak i kobiet, we wszystkich kategoriach wiekowych w kraju i za granicą. Siedziba związku mieści się w stolicy kraju Moskwie.

## Historia
Związek powstał w Imperium Rosyjskim w 1912, od tego też roku jest członkiem FIFA. Członkiem UEFA stał się w 1954. W latach 1917–1992 rosyjska piłka nożna była podporządkowana Związkowi Piłki Nożnej ZSRR (ros. Федерация Футбола СССР, Fiedieracyja Futboła SSSR). Po rozpadzie ZSRR Rosyjski Związek Piłki Nożnej, który został założony w 1992, został spadkobiercą byłego Związku Piłki Nożnej ZSRR. 3 lutego 2010 prezesem związku został Siergiej Fursienko.
Związek jest organizatorem rozgrywek w Rosyjskiej Pierwszej Dywizji, Rosyjskiej Drugiej Dywizji, Pucharu Rosji, a także reprezentacji Rosji.
W wyniku zawieszenia Rosji we wszelkich imprezach sportowych rangi Mistrzostw Świata (afera dopingowa), reprezentanci rosyjscy wystąpili m.in. na MŚ w Piłce Nożnej Plażowej, Moskwa 2021 i MŚ w Futsalu, Litwa 2021 pod szyldem RFU (Russian Football Union) i flagą z emblematem Rosyjskiego Komitetu Olimpijskiego. Zamiast rosyjskiego hymnu odgrywano około jednominutowy fragment I koncertu fortepianowego Piotra Czajkowskiego.
Z powodu rosyjskiej inwazji na Ukrainę w 2022, FIFA i UEFA zawiesiły do odwołania udział wszystkich rosyjskich drużyn, zarówno reprezentacji narodowych, jak i klubów, w rozgrywkach organizowanych pod ich egidą. Po inwazji długoterminową współpracę ze związkiem, która rozpoczęła się w 2008 roku, zawiesił Adidas.